# Garforth
Garforth är en stad belägen i den östra utkanten av Leeds, alltså en stad innanför en större stad, i distriktet Leeds, i grevskapet West Yorkshire, i England. Den är avskild från Leeds själv med flera städer mellan de två. Staden hade år 2001 totalt 23 892 invånare.
Området är förhållandevis välmående, och kriminaliteten och arbetslösheten är lägre än genomsnittet i City of Leeds. Av de nästan 24 000 som bodde där vid folkräkningen 2001 ägde strax över 80% sina egna hem, vilket är en 20% högre andel än i distriktet i helhet. Omkring 15 000 bodde i Garforth centrum, och resten i områden runt omkring.
Staden uppstod som en följd av en expansion under 1600- och 1700-talen, då den lokala familjen Gascoine drev flera kolgruvor i området. Flera landsorter – Micklefield, Kippax, Swillington, Methley och Allerton Bywater – växte upp runt staden under samma period. Idag är produktionsindustri och bilverkstäder viktigaste näringsvägar, och mer än en tredjedel av de arbetsdugliga är anställda där.
Under senare tid har staden växt som följd av en generell uppgångstid för Leeds, kombinerat med goda transportmöjligheter. A1 och M1 går förbi staden, och är förbunden med en ringväg. Det finns två järnvägsstationer; Garforth och East Garforth, som betjänar linjen mellan Leeds och York. Det är därmed möjligt att pendla till flera platser i området, och det är enkelt att resa till och från staden.
Rugby är den viktigaste idrotten i området och de två största klubbarna i området är Leeds Rhinos och Castleford Tigers. Rhinos vann Super League år 2004 och World Club Challenge år 2005. Fotboll har traditionellt stått bakom ryggen på rugby i Garforth men har under senare tid blivit alltmer populär. Garforth Town AFC spelar i Northern Counties East Football League. Mot slutet av 2004 började brasilianaren Sócrates spela för klubben. Naturligt nog är många invånare också anhängare till Leeds United FC.
Staden nämndes i Domedagsboken (Domesday Book) år 1086, och kallades då Gereford(e).